# Confectie

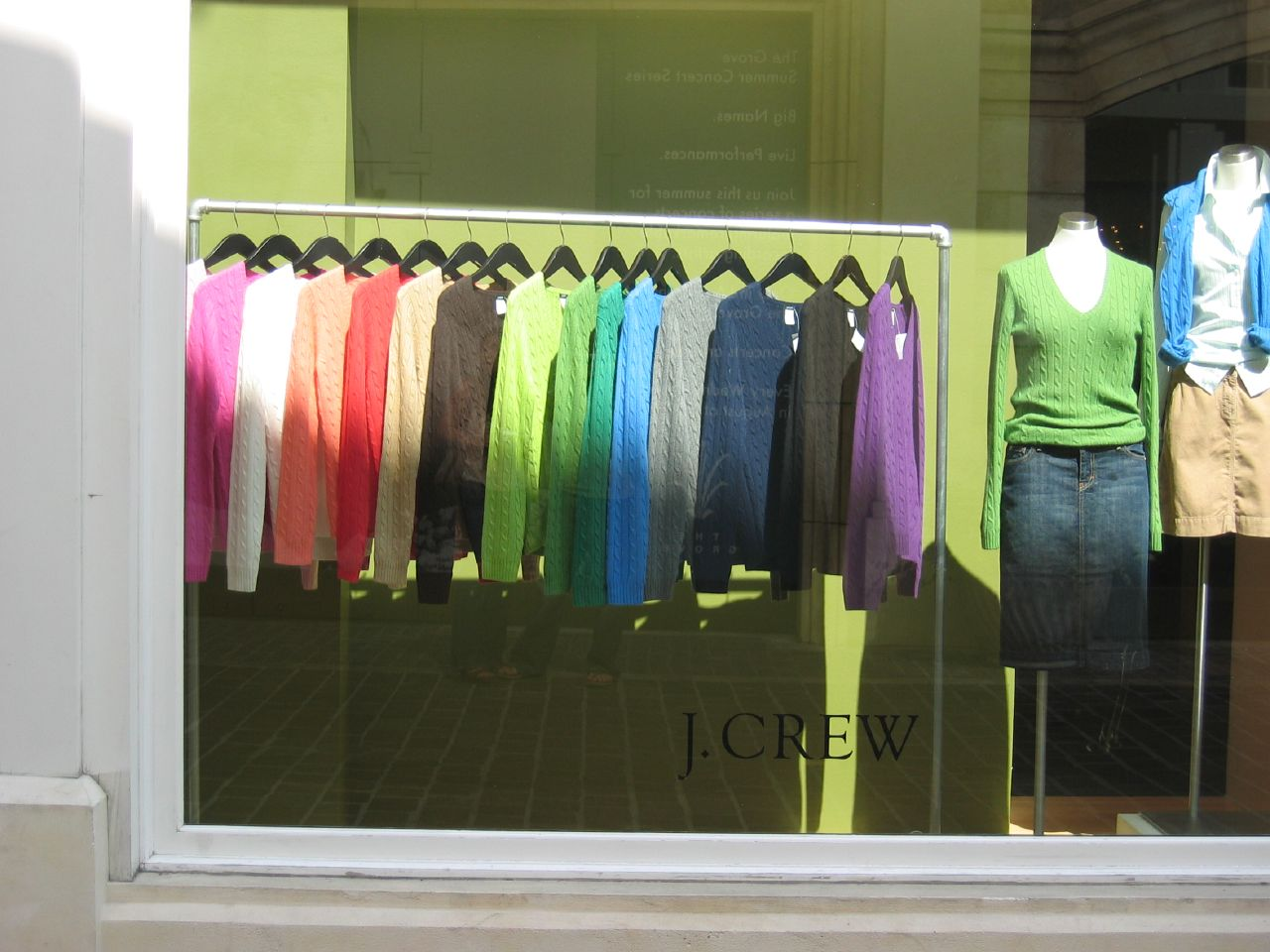
Confectiekleding

Confectie (kleding), of met een Frans woord prêt-à-porter, is kleding en schoeisel aangeboden in afgewerkte staat en in standaardmaten, dit in tegenstelling tot maatkleding, die op maat gemaakt wordt.

## Situering
Anders dan maatkleding wordt confectie in massaproductie vervaardigd. Het voordeel hiervan is dat de prijs van de kledingstukken relatief laag gehouden kan worden.
De kledingmaten zijn in ordes van gemiddelde grootte verdeeld in maatgroepen. Voor bijvoorbeeld T-shirts of ondergoed, waarbij de maat niet exact hoeft te zijn, gebruikt men de aanduiding S (small), M (medium), L (large), XL (extra large), XXL (double extra large) en XXXL (extreme large). Men spreekt dan van confectiematen.
Het spreekt vanzelf dat de pasvorm van confectie niet altijd goed is. De breedte is goed, maar de lengte niet en als de lengte goed is, is de breedte niet goed. In dat geval moet er na aankoop nog iets veranderd worden, meestal met bijbetaling. In sommige winkels verkoopt men broeken waarvan de pijpen niet zijn afgewerkt: na aankoop worden de pijpen op de juiste lengte afgewerkt en deze service is dan in de prijs begrepen.

## Verkoop
De kledingmarkt bestaat voor ruim 90% uit confectiekleding. Enkele bekende winkelketens die alleen in confectiekleding handelen, zijn C&A, Zeeman en H&M.
Sommige modehuizen creëren ook confectielijnen die in massa geproduceerd worden, terwijl andere alleen exclusieve haute couture-lijnen aanbieden. Voorbeelden van bekende modehuizen die confectiekleding naast hun exclusieve kleding produceren, zijn Chanel, Dior, Cacharel en Lacroix.
Nieuwe collecties voor confectiekleding worden elk modeseizoen (dus twee keer per jaar) door modehuizen gepresenteerd, vaak tijdens een zogenaamde modeweek.

## Geschiedenis
Het begrip stond al bij de Romeinen bekend als confectio. De confectie-industrie bestond in die tijd waarschijnlijk uit het vervaardigen van militaire uniformen.
De vervaardiging van kleding is eeuwenlang voorbehouden geweest aan kleermakers en huisnaaisters. Omstreeks 1800 ontstond in Europa een levendige handel in tweedehandskleding, die ertoe leidde dat speciaal daarvoor kleding werd vervaardigd. Ook kochten marskramers bij kleermakers restanten kleding op die niet afgehaald was door de besteller. Deze kleding was in eerste instantie dus wel op maat gemaakt, maar werd door de marskramers als confectie aan de deuren verkocht. Later gingen de marskramers ook kleding in algemene maten bestellen. In diezelfde periode ging men ook kleding op voorhand maken voor bijvoorbeeld scheepsbemanningen, die te kort aan wal waren om hun kleding aangemeten afgewerkt te krijgen. Deze gang van zaken staat in direct verband met de ontwikkeling van de naaimachine.